# Barycnemis claviventris
Barycnemis claviventris är en stekelart som först beskrevs av Johann Ludwig Christian Gravenhorst 1829.  Barycnemis claviventris ingår i släktet Barycnemis och familjen brokparasitsteklar. Arten är reproducerande i Sverige. Inga underarter finns listade.